# Aloe arenicola
Aloe arenicola ist eine Pflanzenart der Gattung der Aloen in der Unterfamilie der Affodillgewächse (Asphodeloideae). Das Artepitheton thionanthum leitet sich von den lateinischen Worten arena für ‚Sand‘ sowie -cola für ‚bewohnend‘ ab und verweist auf das bevorzugte Habitat der Art.

## Beschreibung

### Vegetative Merkmale
Aloe arenicola wächst einzeln und/oder verzweigend und bildet niedrige Klumpen. Der niederliegende Stamm wird bis zu 1 Meter lang. Sein spitzennaher, 20 bis 30 Zentimeter langer Bereich ist aufsteigend und beblättert. Die etwa 20 lanzettlich-verschmälerten Laubblätter bilden eine ziemlich dichte Rosette. Die bläulich grüne Blattspreite ist 18 Zentimeter lang und 5,5 Zentimeter breit. Auf der Blattoberfläche befinden sich unregelmäßig verstreut längliche weißliche Flecken. An der Spitze befindet sich meist ein weißlicher Enddorn. Die Zähne am weißlich hornigen Blattrand sind 0,5 Millimeter lang und stehen 5 bis 8 Millimeter voneinander entfernt.

### Blütenstände und Blüten
Der Blütenstand ist einfach oder besteht aus ein bis zwei Zweigen und erreicht eine Höhe von 50 Zentimetern. Die dicht kopfigen Trauben sind 6 Zentimeter lang und 9 Zentimeter breit. Die Brakteen weisen eine Länge von 10 Millimetern auf und sind 3 bis 4 Millimeter breit. Die pfirsichroten Blüte stehen an 35 Millimeter langen Blütenstielen. Die Blüten sind 40 Millimeter lang, an ihrer Basis gerundet und an der Mündung heller. Ihre äußeren Perigonblätter sind auf einer Länge von 20 Millimetern nicht miteinander verwachsen. Die Staubblätter und der Griffel ragen etwa 3 Millimeter aus der Blüte heraus.

## Systematik und Verbreitung
Aloe arenicola in den südafrikanischen Provinzen Nordkap und Westkap auf sandigen Küstenebenen verbreitet.
Die Erstbeschreibung durch Gilbert Westacott Reynolds wurde 1938 veröffentlicht.

## Nachweise